# 茜さす/everlasting snow
「茜さす/everlasting snow」（あかねさす/エヴァーラスティング・スノウ）は、Aimerの12枚目のシングル。2016年11月16日に発売された。初回生産限定盤AにはDVD付属が付属し、「カタオモイ」のMUSIC VIDEOが収録された。また、初回生産限定盤Bでは、アニメ『夏目友人帳 伍』のキャラクターニャンコ先生のイラストの紙ジャケット仕様で「茜さす (Long TV size)」が追加収録された。

## 概要
「茜さす」「everlasting snow」は、原点回帰を思わせる切ないバラードソングで、「茜さす」はTVアニメ「夏目友人帳 伍」のエンディングテーマにも決定した。
また、カップリングの「カタオモイ」は、2016年9月11日に開催されたメジャーデビュー5周年を記念したスペシャルイベントで披露された、内澤崇仁（androp）がギターおよびコーラスで参加したライブ音源が収録された。

## 収録曲

### CD
1. 茜さす (5:30)
作詞：aimerrhythm、作曲：釣俊輔、編曲：玉井健二・釣俊輔
2. everlasting snow (5:39)
作詞：aimerrhythm、作曲：林奈津美、編曲：玉井健二・釣俊輔
3. カタオモイ (5th Anniversary Live ver.) (3:54)
作詞・作曲：内澤崇仁、編曲：玉井健二・飛内将大
4. 茜さす (TV size) (1:34)
5. 茜さす (Long TV size) (1:52) SECL-2069のみ
6. 茜さす (instrumental) (5:30)
7. everlasting snow (instrumental) (5:35)

### 初回限定盤 DVD SECL-2068
1. カタオモイ (MUSIC VIDEO) (3:42)

## 参加ミュージシャン

### 茜さす
- 釣俊輔 - プログラミングと楽器演奏

### everlasting snow
- 釣俊輔 - プログラミングと楽器演奏

### カタオモイ (5th Anniversary Live ver.)
- 内澤崇仁 (androp) - ギター
- 横山裕章 - ピアノ

## 制作クレジット
- アート・ディレクション＆デザイン - 松田剛
- フォトグラファー - 加藤アラタ

### 茜さす
- プロデューサー - 玉井健二 (agehasprings)
- レコーディング・エンジニア - 森真樹
Recorded at Studio Device in Shibuya, Tokyo, Japan
- ミキシング・エンジニア - 熊坂敏
Mixed at: prime sound studio form in Meguro, Tokyo, Japan

### everlasting snow
- プロデューサー - 玉井健二 (agehasprings)
- ディレクター・オーガナイザー - 森岡英貴
- レコーディング＆ミキシング・エンジニア - 森真樹
Recorded at Studio Device in Shibuya, Tokyo, Japan
Mixed at TuneStudio in Meguro, Tokyo, Japan

### カタオモイ (5th Anniversary Live ver.)
- レコーディング＆ミキシング・エンジニア - 森真樹
Recorded at Tokyo 2016年9月11日
Mixed at TuneStudio in Meguro, Tokyo, Japan

### カタオモイ (MUSIC VIDEO) SECL-2068
- キャスト - Aimer、内澤崇仁（androp）、武居詩織（HOLIDAY）
- プロデューサー - 田井えみ
- プロダクションマネージャー - 海上佳純　尾形龍一
- キャスティング - 小田真由美
- 撮影 - 鈴木雅也
- ヘアメイク - 小林麗子
- 車両 - 石本稔、半田雅也、中村剛、加藤陽三
- プロダクション協力 - 小澤弘邦
- ポストプロダクション - 柄澤大二郎
- 撮影協力 - 八王子デジタルハリウッド大学
- プロダクション - I was a Ballerina co.,ltd.
- 監督・編集 - 高橋健人

## リリース日一覧
| 地域 | リリース日     | レーベル               | 規格                   | カタログ番号                | 備考                                                 |
| ---- | -------------- | ---------------------- | ---------------------- | --------------------------- | ---------------------------------------------------- |
| 日本 | 2016年11月16日 | SME Records            | 12cmCD                 | SECL-2070                   | 通常盤                                               |
| 日本 | 2016年11月16日 | SME Records            | 12cmCD                 | SECL-2069                   | 初回生産限定盤B ニャンコ先生絵柄スペシャルパッケージ |
| 日本 | 2016年11月16日 | SME Records            | 12cmCD + DVD           | SECL-2067-2068              | 初回生産限定盤A                                      |
| 日本 | 2016年11月16日 | Sony Music Labels Inc. | デジタル・ダウンロード | 1160161259                  | iTunes Store                                         |
| 日本 | 2016年11月16日 | Sony Music Labels Inc. | デジタル・ダウンロード | A2000803999                 | レコチョク AAC 128/320kbps                           |
| 日本 | 2016年11月16日 | Sony Music Labels Inc. | デジタル・ダウンロード | 4547366279450               | mora AAC-LC 320kbps                                  |
| 日本 | 2016年11月16日 | Sony Music Labels Inc. | デジタル・ダウンロード | B01HMLMNH2                  | Amazon.co.jp                                         |
| 日本 | 2016年11月16日 | Sony Music Labels Inc. | デジタル・ダウンロード | Bjfzlyhymsxpfpywquls2rkurgu | Google Play Music                                    |
| 日本 | 2016年11月16日 | Sony Music Labels Inc. | デジタル・ダウンロード | 704f21d742db043c4450        | AWA 320kbps                                          |
| 日本 | 2016年11月16日 | Sony Music Labels Inc. | デジタル・ダウンロード | 78jvF1g59Lx6zK8J4IZpFU      | Spotify                                              |

## タイアップ
| 曲名                 | タイアップ                                            |
| -------------------- | ----------------------------------------------------- |
| 「茜さす」           | テレビ東京系アニメ『夏目友人帳 伍』エンディングテーマ |
| 「everlasting snow」 | TBS系『ひるおび!』2016年12月度エンディングテーマ      |
| 「everlasting snow」 | 『LINE ギフト』CFソング（2022年起用）                 |
| 「カタオモイ」       | TBS系『CDTV』2016年10・11月度オープニングテーマ       |

## 購入特典
- Aimer「茜さす/everlasting snow」告知ポスター (応援店特典)
- Aimer Season's Greetings Card (FC限定)